# ریترسهایم
ریترسهایم (به آلمانی: Rittersheim) یک شهر در آلمان است که در ایالت راینلاند-فالتس و ناحیه دنرسبرگکرایس واقع شده‌است. ریترسهایم ۱۹۷ نفر جمعیت دارد.